# Back Home (album av Chuck Berry)
Back Home är ett musikalbum av Chuck Berry som lanserades 1970 på Chess Records. Skivtiteln "Tillbaka hemma" syftade på att Berry som några år spelat in för Mercury Records i och med detta album gått tillbaka till sitt första skivbolag. Den inledande låten "Tulane" var skriven i samma anda som Berrys 1950-talslåtar, men handlade nu om en hippie istället för bilburen ungdom. Musikkritikern Robert Christgau utnämnde låten "Have Mercy Judge" till Berrys första stora blueskomposition i sin recension av albumet.

## Låtlista
1. "Tulane" - 2:39
2. "Have Mercy Judge" - 2:40
3. "Instrumental" - 2:47
4. "Christmas" - 3:27
5. "Gun" - 2:45
6. "I'm a Rocker" 4:34
7. "Flyin' Home" - 4:17
8. "Fish and Chips" - 2:50
9. "Some People" - 4:10